# کوتکا
کوتکا (به لاتین: Kotka) یک شهرک و شهرداری در فنلاند است که در کیمنلاکسو واقع شده‌است. بندر کوتکا یکی از بندرهای اصلی فنلاند بوده و به بازرگانی خارجی فنلاند و نیز روسیه کمک شایانی میکند.

## خواهرخوانده
شهرهای گفلیا، کرونشتات، کلایپدا، گرایفسوالد، فردریکشتاد، گدنیا، گلوستروپ، لوبک، تایژو و تالین خواهرخوانده‌های کوتکا هستند.

## نگارخانه

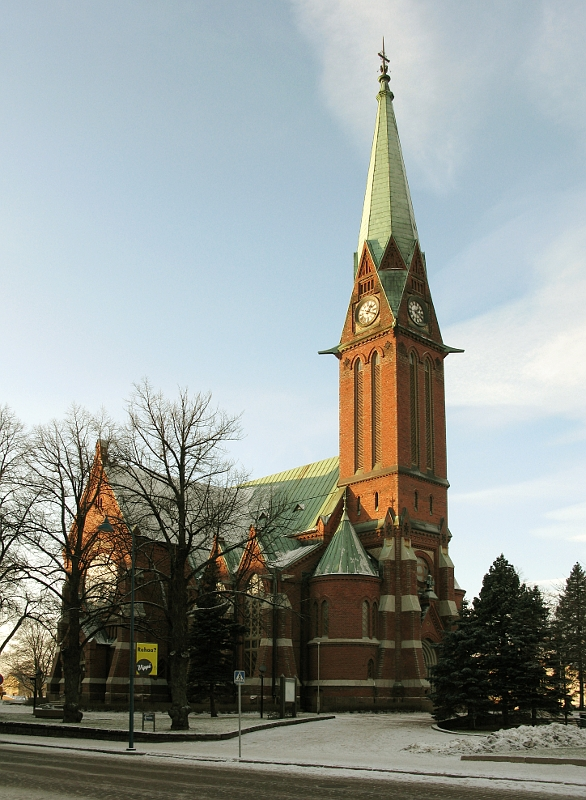
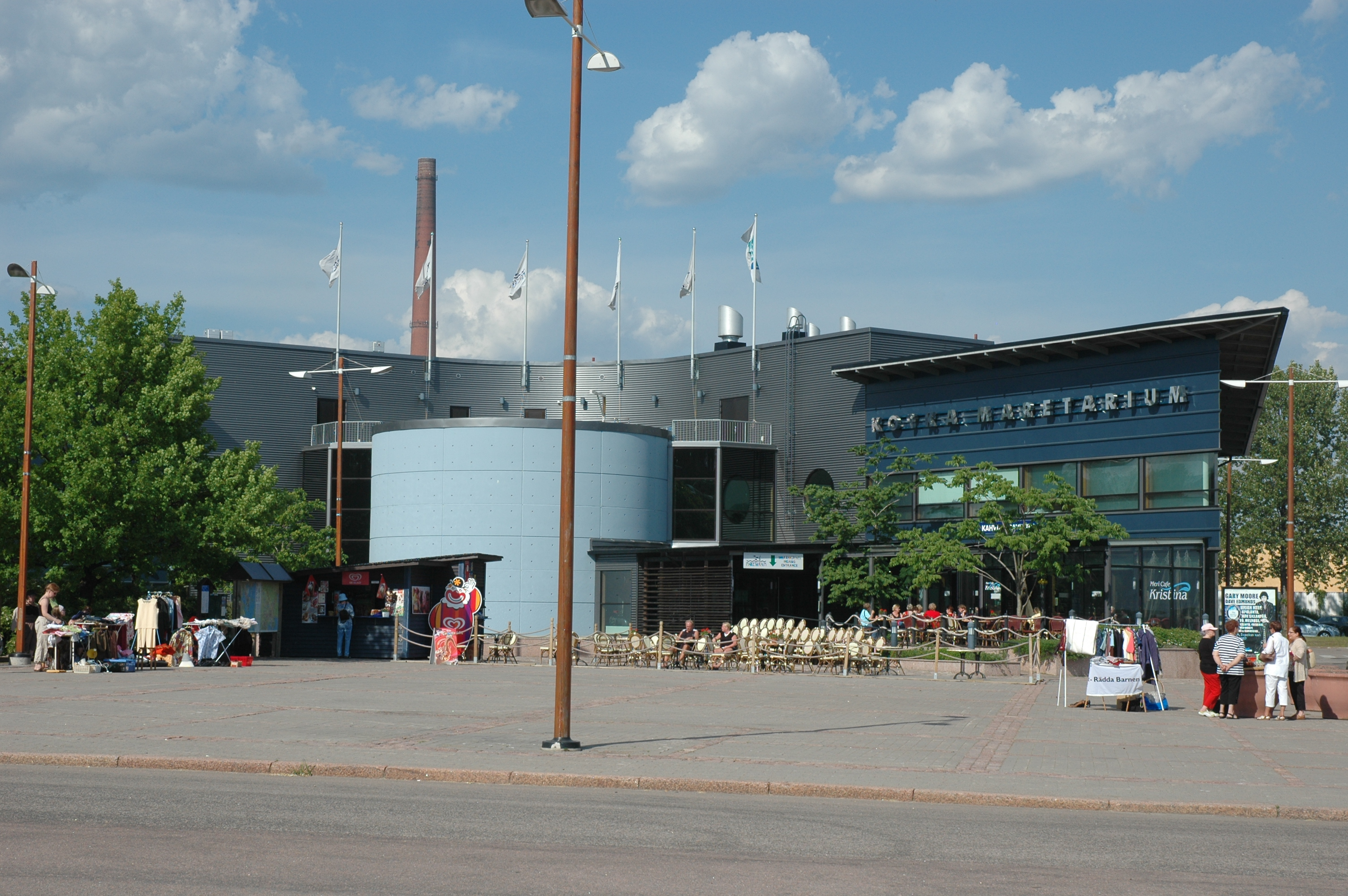
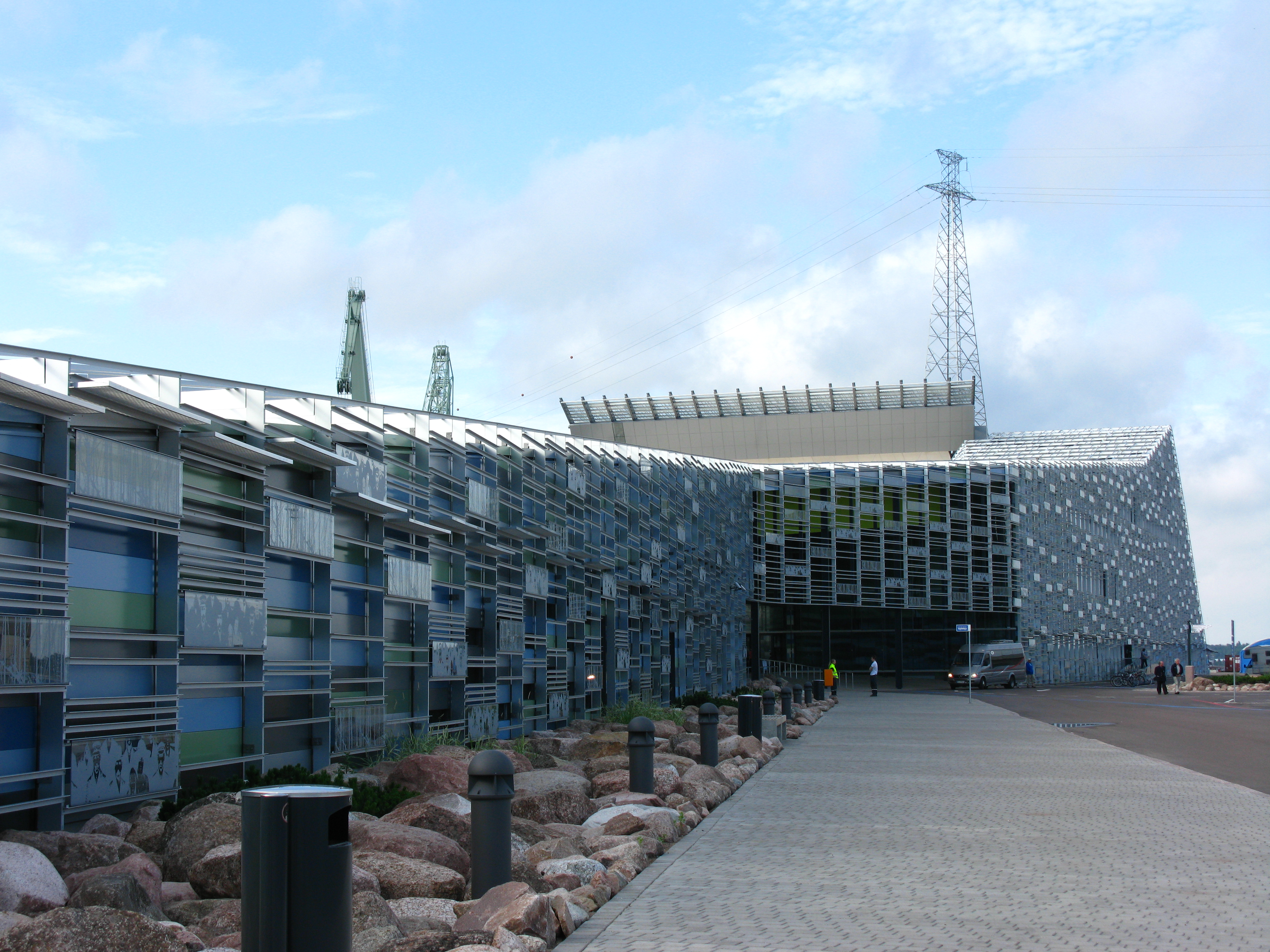
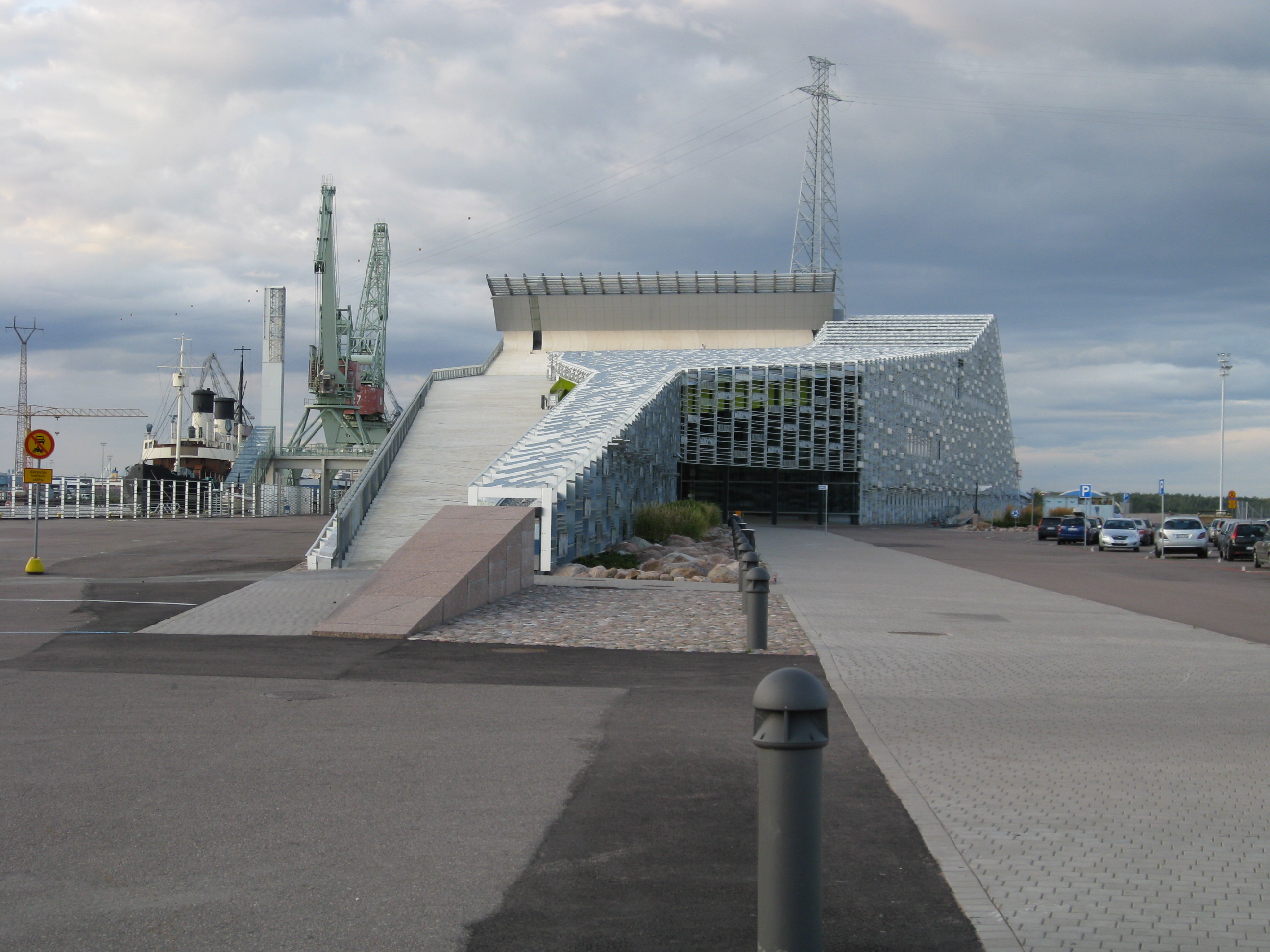
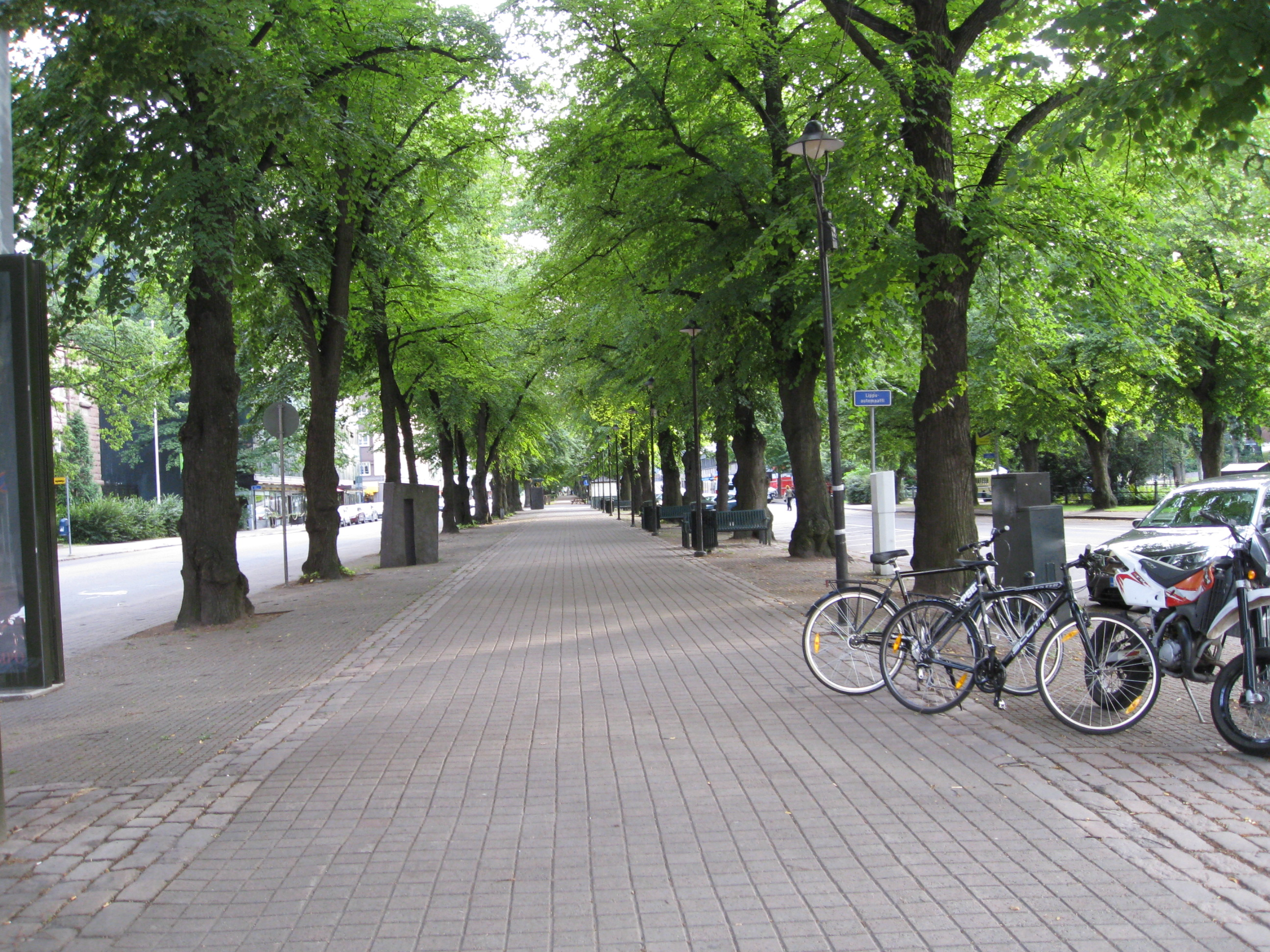
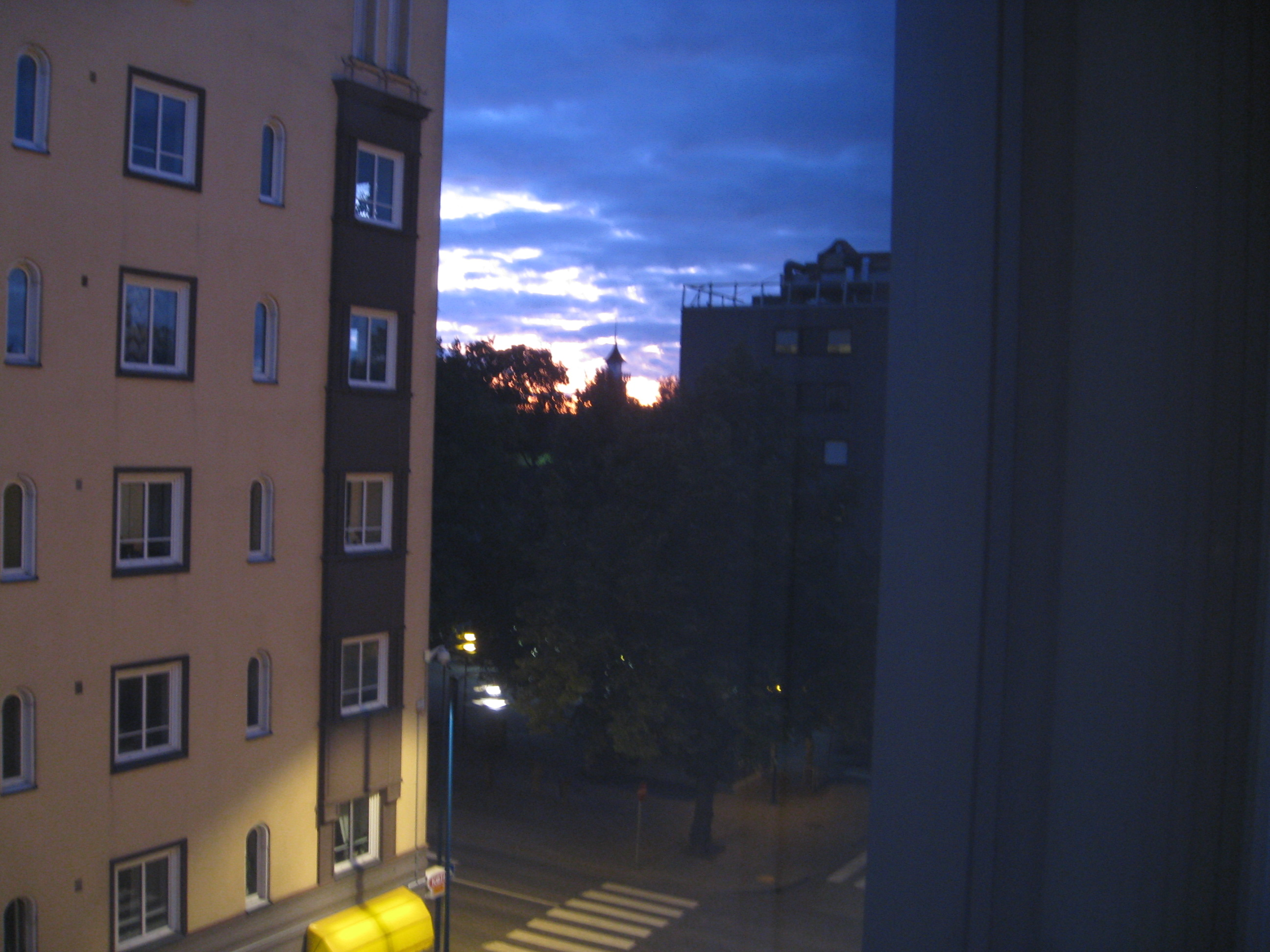